# Serie A2 1985-1986 (pallacanestro maschile)
La prima categoria del campionato italiano di pallacanestro 1985-1986 è suddiviso in due serie: A1 ed A2. Nella seconda sono iscritte 16 squadre.
La prima fase prevede un girone all'italiana con partite di andata e ritorno. La vittoria vale 2 punti, la sconfitta 0, in caso di parità sono previsti i supplementari.
Alla seconda fase accedono le prime 4 squadre classificate, che oltre alla promozione in serie A1 per la stagione 1986-1987, hanno la possibilità di accedere ai play-off scudetto.
Le ultime 3 classificate invece retrocedono nella neonata serie B1.
Restano ferme in serie A2 tutte le altre squadre.

## Stagione regolare

### Classifica
|  |     | Classifica finale 1985-1986 | Pt | G  | V  | P  | PtF  | PtS  |
|  | --- | --------------------------- | -- | -- | -- | -- | ---- | ---- |
|  | 1.  | Cortan Livorno              | 42 | 30 | 21 | 9  | 2676 | 2493 |
|  | 2.  | Yoga Bologna                | 40 | 30 | 20 | 10 | 2730 | 2569 |
|  | 3.  | Giomo Venezia               | 38 | 30 | 19 | 11 | 2773 | 2629 |
|  | 4.  | Fantoni Udine               | 38 | 30 | 19 | 11 | 2983 | 2869 |
|  | 5.  | Filanto Desio               | 36 | 30 | 18 | 12 | 2717 | 2600 |
|  | 6.  | Ippodromi d'Italia Rieti    | 34 | 30 | 17 | 13 | 2704 | 2767 |
|  | 7.  | Sangiorgese P.S. Giorgio    | 32 | 30 | 16 | 14 | 2420 | 2505 |
|  | 8.  | Annabella Pavia             | 28 | 30 | 14 | 16 | 2479 | 2504 |
|  | 9.  | A.P. Fabriano               | 28 | 30 | 14 | 16 | 2602 | 2630 |
|  | 10. | Liberti Firenze             | 28 | 30 | 14 | 16 | 2654 | 2666 |
|  | 11. | Segafredo Gorizia           | 28 | 30 | 14 | 16 | 2598 | 2640 |
|  | 12. | Jollycolombani Forlì        | 24 | 30 | 12 | 18 | 2675 | 2663 |
|  | 13. | Pepper Mestre               | 24 | 30 | 12 | 18 | 2523 | 2575 |
|  | 14. | Mister Day Siena            | 22 | 30 | 11 | 19 | 2658 | 2751 |
|  | 15. | Fermi Perugia               | 20 | 30 | 10 | 20 | 2668 | 2785 |
|  | 16. | Rivestoni Brindisi          | 18 | 30 | 9  | 21 | 2711 | 2925 |

### Risultati
Lega Basket Serie A2 1985-86 Tabellone Gare